# Shangguan Yunzhu
Shangguan Yunzhu (上官雲珠, 2 mars 1920 – 23 novembre 1968) est une actrice chinoise active des années 1940 aux années 1960. Elle est considérée comme l'une des plus talentueuses et polyvalentes actrices de Chine, et est citée dans la liste des 100 meilleurs acteurs/actrices des 100 ans du cinéma chinois en 2005.
Née sous le nom de Wei Junluo, Shangguan Yunzhu fuit à Shanghai quand sa ville natale Jiangyin est attaquée par les Japonais. À Shanghai, elle devient actrice de théâtre et de cinéma, et sa carrière décolle après la seconde guerre sino-japonaise. Elle joue dans plusieurs importants films gauchistes comme Les Larmes du Yangzi, Corbeaux et Moineaux, et Trois Destinées. Après la victoire communiste de 1949, sa carrière est entravée quand son mari est impliqué dans la campagne des cinq-anti anti-capitaliste, mais elle interprète plus tard une grande variété de rôles dans de nombreux films.
Shangguan Yunzhu se marie trois fois et a trois enfants, mais tous ses mariages finissent en divorces. Elle aurait eu une aventure avec Mao Zedong, ce qui lui vaut d'être durement persécutée par les partisans de la femme de Mao, Jiang Qing, durant la révolution culturelle, menant à son suicide en 1968,.

## Biographie
Shangguan Yunzhu est née en 1920 à Jiangyin dans la province du Jiangsu. Son nom de naissance est Wei Junluo mais elle utilise également le nom Wei Yajun. Elle est la cinquième et dernière enfant de ses parents. En 1936, elle épouse Zhang Dayan, un professeur d'art et ami de son frère, et donne naissance à un fils appelé Zhang Qijian à 17 ans,.
Peu après son mariage, la seconde guerre sino-japonaise éclate. En novembre 1937, l'armée japonaise attaque Jiangyin, et l'une de ses sœurs est tuée dans un raid aérien. Elle se réfugie à Shanghai avec sa famille,.

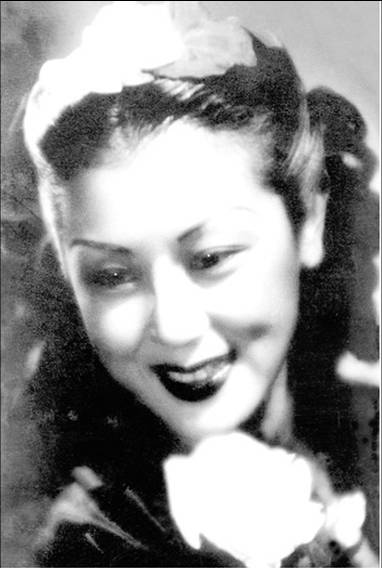
Shangguan Yunzhu dans les années 1940.

À Shanghai, elle trouve du travail dans un studio photo dirigé par He Zuomin, un photographe de la société cinématographique Mingxing. Impressionnée par les clients du studio travaillant dans le cinéma, elle choisit de devenir actrice. En 1940, elle joue dans une pièce d'école et est employée par la société cinématographique Xinhua après sa scolarité. Elle adopte le nom de Shangguan Yunzhu sur l'avis du réalisateur Bu Wancang. Après avoir interprété avec succès le premier rôle féminin dans la pièce Tempête (en) de Cao Yu, elle rejoint les studios Yihua et fait ses débuts au cinéma dans La Rose tombée en 1941.
En 1942, Shangguan rejoint la société théâtrale Tianfeng où elle rencontre le dramaturge Yao Ke. Elle divorce l'année suivante de Zhang Dayan et épouse Yao. En août 1944, elle donne naissance à une fille nommée Yao Yao. Cependant, son nouveau mariage est de courte durée à cause de l'infidélité de Yao, et le couple divorce avant les 2 ans de leur fille. Shangguan a ensuite une brève relation avec l'acteur Ma Lan (en).
Dans la période d'après-guerre, Shangguan Yunzhu joue les premiers rôles dans Rêve au paradis réalisé par Tang Xiaodan (en) et Vive la patronne réalisé par Sang Hu. Elle joue ensuite dans plusieurs films gauchistes comme Les Larmes du Yangzi (1947, de Cai Chusheng et Zheng Junli), Dix Mille Foyers de lumière (1948, de Shen Fu), Corbeaux et Moineaux (1949, de Zheng Junli), et Trois Destinées (1949, de Chen Liting). Ses apparitions dans ces films la rendent très célèbre et reconnue,.

### République populaire de Chine

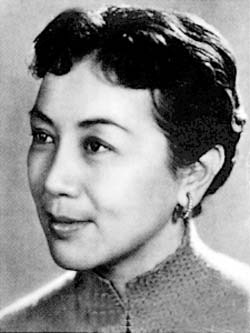
Shangguan Yunzhu à l'époque communiste.

Après la victoire communiste de 1949 et l'établissement de la République populaire de Chine, Shangguan Yunzhu continue sa carrière d'actrice sous le nouveau gouvernement. En 1951, elle épouse en troisièmes noces Cheng Shuyao, directeur du théâtre Lyceum de Shanghai, et donne naissance à un fils nommé Wei Ran. Cependant, Cheng Shuyao est bientôt impliqué dans la campagne des cinq-anti lancée par Mao contre la classe capitaliste en 1952. Il est accusé de détournement de fonds et fait des aveux forcés. Shangguan décide de divorcer de Cheng, leur mariage aura duré moins de deux ans. Elle a plus tard une relation avec le réalisateur He Lu.
En raison de sa relation avec Cheng Shuyao, Shangguan ne joue plus aucun rôle important pendant plusieurs années. En 1955, cependant, pour le film Tempête sur l'île du Sud, le réalisateur Bai Chen la choisit pour le premier rôle d'infirmière héroïque, très loin de ses traditionnelles interprétations de bourgeoises et de riches épouses. Elle s'adapte très bien à son nouveau rôle et joue une grande variété de personnages dans de nombreux films comme C'est mon jour de vacances (1959), Le Printemps arrive dans l'arbre flétri (1961, de Zheng Junli), Début de printemps en février (1963, de Xie Tieli), et Deux sœurs actrices (en) (1965, de Xie Jin). Elle est reconnue comme l'une des plus talentueuses et polyvalentes actrices de Chine.
Shangguan Yunzhu aurait eu une aventure avec Mao Zedong,,. Le 10 janvier 1956, elle et Mao se rencontrent par l'intercession du maire de Shanghai Chen Yi,, et Mao exprime toute son admiration à l'actrice. Il aurait demandé à la rencontrer « en privé » de nombreuses fois.
En 1966, Shangguan est diagnostiquée d'un cancer du sein et est opérée avec succès. Cependant, deux mois plus tard, elle est diagnostiquée d'un autre cancer du cerveau et subit une autre lourde opération.
À cette époque, la révolution culturelle commence. Deux films de Shangguan, Début de printemps en février et Deux sœurs actrices, sont accusés d'être des « mauvaises herbes empoisonnées ». Elle est durement persécutée pour sa relation supposée avec Mao et violemment battue par les partisans de la femme de Mao, Jiang Qing,, qui lui donne un ultimatum pour avouer sa relation avec Mao. Le 23 novembre 1968, à 3h00 du matin,, Shangguan Yunzhu se suicide en sautant par la fenêtre de son appartement au manoir Wukang (en).

## Postérité

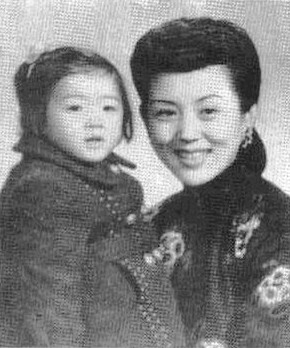
Shangguan Yunzhu et sa fille Yao Yao à la fin des années 1940.

Plusieurs biographies de Shangguan Yunzhu ont été publiées en chinois :
- Chen Danyan, Beauté de Shanghai (上海的红颜遗事) (2000) – Récit biographique de Shangguan et de sa fille Yao Yao, qui meurt dans un accident de la route en 1975[8].
- Wei Xiangtao, Deuil d'une vedette de cinéma : Biographie de Shangguan Yunzhu (1986)[7].
- Chen Fuguan (陈复官), Shangguan Yunzhu[10].

En 2007, sa ville natale de Jiangyin fonde un musée sur sa vie.

## Filmographie non exhaustive
- 1941 La Rose tombée (de Wu Wenchao et Wen Yimin)
- 1947 Rêve au paradis (de Tang Xiaodan (en))
- 1947 Vive la patronne (de Sang Hu)
- 1947 Les Larmes du Yangzi (de Cai Chusheng et Zheng Junli)
- 1948 Dix Mille Foyers de lumière (de Shen Fu)
- 1949 Hope in the World (de Shen Fu)
- 1949 Corbeaux et Moineaux (de Zheng Junli)
- 1949 Trois Destinées (de Chen Liting)
- 1955 Tempête sur l'île du Sud (de Bai Chen)
- 1959 C'est mon jour de vacances (de Lu Ren)
- 1961 Le Printemps arrive dans l'arbre flétri (de Zheng Junli)
- 1963 Début de printemps en février (de Xie Tieli)
- 1965 Deux sœurs actrices (en) (de Xie Jin)